# Goldene Himbeere 2024
Die Goldene Himbeere 2024 (englisch 44th Golden Raspberry Awards) zeichnete die schlechtesten Leistungen des Filmjahres 2023 aus, basierend auf den Stimmen von Mitgliedern der Golden Raspberry Foundation. Die Nominierungen wurden am 22. Januar 2024 bekanntgegeben. Die Preisverleihung erfolgte am 9. März 2024, traditionell am Tag vor der Vergabe der Oscars.
Winnie the Pooh: Blood and Honey räumte mit fünf Siegen in allen Kategorien, in denen er nominiert war, ab. Nur in den Schauspieler-Kategorien gewannen andere, darunter Megan Fox und der Film The Expendables 4 zweimal. Für den SAG-AFTRA-Streik erhielt die Präsidentin der Gilde Fran Drescher den Redeemer-Award.

## Preisträger und Nominierte
Es folgt die komplette Liste der Preisträger und  Nominierten.
| Kategorien                                           | Nominierte |
| ---------------------------------------------------- | --- |
| Schlechtester Film                                   | Winnie the Pooh: Blood and Honey |
| Schlechtester Film                                   | Der Exorzist – Bekenntnis |
| Schlechtester Film                                   | The Expendables 4 |
| Schlechtester Film                                   | Meg 2: Die Tiefe |
| Schlechtester Film                                   | Shazam! Fury of the Gods |
| Schlechteste Neuverfilmung oder billigster Abklatsch | Winnie the Pooh: Blood and Honey |
| Schlechteste Neuverfilmung oder billigster Abklatsch | Ant-Man and the Wasp: Quantumania |
| Schlechteste Neuverfilmung oder billigster Abklatsch | Der Exorzist – Bekenntnis |
| Schlechteste Neuverfilmung oder billigster Abklatsch | The Expendables 4 |
| Schlechteste Neuverfilmung oder billigster Abklatsch | Indiana Jones und das Rad des Schicksals |
| Schlechteste Regie                                   | Rhys Frake-Waterfield – Winnie the Pooh: Blood and Honey |
| Schlechteste Regie                                   | David Gordon Green – Der Exorzist – Bekenntnis |
| Schlechteste Regie                                   | Peyton Reed – Ant-Man and the Wasp: Quantumania |
| Schlechteste Regie                                   | Scott Waugh – The Expendables 4 |
| Schlechteste Regie                                   | Ben Wheatley – Meg 2: Die Tiefe |
| Schlechtestes Drehbuch                               | Rhys Frake-Waterfield – Winnie the Pooh: Blood and Honey |
| Schlechtestes Drehbuch                               | David Gordon Green & Peter Sattler – Der Exorzist – Bekenntnis |
| Schlechtestes Drehbuch                               | Kurt Wimmer, Tad Daggerhart & Max Adams – The Expendables 4 |
| Schlechtestes Drehbuch                               | Jez Butterworth, John-Henry Butterworth, David Koepp & James Mangold – Indiana Jones und das Rad des Schicksals                                                                                                 |
| Schlechtestes Drehbuch                               | Henry Gayden & Chris Morgan – Shazam! Fury of the Gods |
| Schlechtester Schauspieler                           | Jon Voight – Mercy |
| Schlechtester Schauspieler                           | Russell Crowe – The Pope’s Exorcist |
| Schlechtester Schauspieler                           | Vin Diesel – Fast & Furious 10 |
| Schlechtester Schauspieler                           | Chris Evans – Ghosted |
| Schlechtester Schauspieler                           | Jason Statham – Meg 2: Die Tiefe |
| Schlechteste Schauspielerin                          | Megan Fox – Johnny & Clyde |
| Schlechteste Schauspielerin                          | Ana de Armas – Ghosted |
| Schlechteste Schauspielerin                          | Salma Hayek – Magic Mike: The Last Dance |
| Schlechteste Schauspielerin                          | Jennifer Lopez – The Mother |
| Schlechteste Schauspielerin                          | Helen Mirren – Shazam! Fury of the Gods |
| Schlechtester Nebendarsteller                        | Sylvester Stallone – The Expendables 4 |
| Schlechtester Nebendarsteller                        | Michael Douglas – Ant-Man and the Wasp: Quantumania |
| Schlechtester Nebendarsteller                        | Mel Gibson – New York Confidential |
| Schlechtester Nebendarsteller                        | Bill Murray – Ant-Man and the Wasp: Quantumania |
| Schlechtester Nebendarsteller                        | Franco Nero – The Pope’s Exorcist |
| Schlechteste Nebendarstellerin                       | Megan Fox – The Expendables 4 |
| Schlechteste Nebendarstellerin                       | Kim Cattrall – Und dann kam Dad |
| Schlechteste Nebendarstellerin                       | Bai Ling – Johnny & Clyde |
| Schlechteste Nebendarstellerin                       | Lucy Liu – Shazam! Fury of the Gods |
| Schlechteste Nebendarstellerin                       | Mary Stuart Masterson – Five Nights at Freddy’s |
| Schlechteste Filmpaarung                             | Winnie Puuh & Ferkel als blutrünstige Slasher-Killer – Winnie the Pooh: Blood and Honey |
| Schlechteste Filmpaarung                             | zwei beliebige „gnadenlose Söldner“ – The Expendables 4 |
| Schlechteste Filmpaarung                             | zwei beliebige geldgierige Investoren, die zur Finanzierung der 400-Millionen-US-Dollar-teuren Remake-Rechte von Der Exorzist beigetragen haben                                                                 |
| Schlechteste Filmpaarung                             | Ana de Armas & Chris Evans (ohne Leinwandchemie) – Ghosted |
| Schlechteste Filmpaarung                             | Salma Hayek & Channing Tatum – Magic Mike: The Last Dance |
| Himbeeren-Erlöser-Preis                              | Fran Drescher (von der Himbeere-Nominierten für Mein Liebling, der Tyrann zur SAG-AFTRA-Präsidentin, die die Schauspielergilde brillant durch einen anhaltenden Streik mit erfolgreichem Abschluss geführt hat) |